# Vlabinvest
Het agentschap voor woon- en  zorginfrastructuurbeleid voor  Vlaams-Brabant (Vlabinvest APB) is een autonoom provinciebedrijf van de provincie Vlaams-Brabant. Het werd oorspronkelijk in 1992 opgericht door de Vlaamse regering met als doelstelling de plaatselijke bevolking in de Vlaamse rand rond Brussel betaalbare en degelijke woningen te bieden, opdat ze in hun buurt zouden kunnen blijven wonen.

## Historiek
Vlabinvest is ontstaan als investeringsfonds onder de regering Van den Brande, onder leiding van Luc Van den Brande (CVP). In die tijd heette de Vlaamse Regering nog Vlaamse Executieve en was de provincie Brabant nog niet gesplitst in Waals-Brabant en Vlaams-Brabant. Daarom sprak het decreet toen nog over “grondbeleid en de realisatie van woonprojecten met een sociaal karakter in de gemeenten van de provincie Brabant die deel uitmaken van het Vlaamse Gewest”.  Pas in 1994 werd er uitvoering aan gegeven door het besluit van de Vlaamse Regering van 20 juli 1994. Dit was echter nog voor de splitsing van de provincie die plaatsvond op 1 januari 1995.
Eerst werd het investeringsfonds ondergebracht bij de toenmalige Gewestelijke Ontwikkelingsmaatschappij (GOM) Vlaams-Brabant, onder leiding van Josée Lemaître. Sinds 2000 werkt Vlabinvest nauw samen met de sector van de sociale huisvesting en meer bepaald de Vlaamse Maatschappij voor Sociaal Wonen.
Sinds 2005 vertoeft Vlabinvest in een nieuwe dynamiek. Het startschot daartoe werd gegeven door de aanvullende regeerverklaring van de regering Leterme (CD&V) op 18 mei 2005. Het directe gevolg daarvan was dat het werkgebied uitgebreid werd van 9 naar 39 gemeenten. Tot dan bestond het uit de zes faciliteitengemeenten (Drogenbos, Kraainem, Linkebeek, Sint-Genesius-Rode, Wemmel en Wezembeek-Oppem) en de gemeenten Hoeilaart, Overijse en Tervuren. Daarnaast werd Vlabinvest voortaan begunstigde van het voorkooprecht en kreeg het 25 miljoen aan extra middelen. Die aanvullende regeerverklaring van toenmalig minister-president Leterme hield verband met het kiesarrondissement Brussel-Halle-Vilvoorde dat nog niet gesplitst was.

### Overdracht naar de provincie Vlaams-Brabant
In het Witboek interne staatshervorming engageerde de Vlaamse Regering zich om de beleidsbevoegdheid inzake het voeren van een specifiek grond- en woonbeleid voor Vlaams-Brabant van het Investeringsfonds voor Grond- en Woonbeleid voor Vlaams-Brabant, in het kort Vlabinvest, over te hevelen naar de provincie Vlaams-Brabant.
Om hieraan uitvoering te kunnen geven, besliste de provincieraad van Vlaams-Brabant op 22 oktober 2013 tot de oprichting van het autonoom provinciebedrijf het Agentschap voor Grond- en Woonbeleid voor Vlaams-Brabant, in het kort Vlabinvest apb.
De bevoegdheidsoverdracht werd vertaald in de volgende wet- en regelgeving: 
- Het decreet van 31 januari 2014 betreffende opdracht van de bevoegdheid inzake het voeren van een specifiek grond- en woonbeleid voor Vlaams-Brabant aan de Provincie Vlaams-Brabant;
- Besluit van de Vlaamse Regering van 4 april 2014 tot wijziging van diverse besluiten ter uitvoering van opdracht van de bevoegdheid inzake het voeren van een specifiek grond- en woonbeleid voor Vlaams-Brabant aan de Provincie Vlaams-Brabant;
- Provinciaal reglement van 25 februari 2014 betreffende de werking en het beheer van het Agentschap voor Grond- en Woonbeleid voor Vlaams-Brabant – Vlabinvest apb.

## Doelstellingen
- Betaalbare en degelijke huur- en koopwoningen aanbieden aan personen die aan bepaalde voorwaarden voldoen, zoals een beperkt inkomen en geen onroerend goed in eigendom.
- Het behoud van het Vlaamse karakter van de rand rond Brussel. Vlabinvest probeert het verdringingseffect of de verfransing die gepaard gaat met hoge vastgoedprijzen in de Vlaamse rand rond Brussel af te zwakken. Daarom is er ook een voorrangsregeling voor mensen die een band met de streek kunnen aantonen.
- Volgens het decreet van 31 januari 2014 is Vlabinvest vanaf 1 januari 2014 bevoegd voor: 
  - Het voeren van een grondbeleid en de realisatie van woonprojecten met een sociaal karakter in gemeenten van de provincie Vlaams-Brabant;
  - de uitbouw van voorzieningen die noodzakelijk worden geacht om het Vlaams karakter en een hoogwaardige woonkwaliteit in deze regio te behouden of te bevorderen, inbegrepen het nemen van participaties.

Hiervoor kan Vlabinvest onroerende goederen verwerven, ze vervreemden of er zakelijke rechten op vestigen en onteigenen ten algemene nutte, na machtiging van de Vlaamse regering. 
Vlabinvest concretiseert deze bevoegdheid via het voeren van een actief grond- en woonbeleid, onder provinciale sturing, in partnerschap met lokale besturen en initiatiefnemers en richt zich hierbij, conform het provinciaal reglement, op modale inkomenstrekkers en geeft voorrang aan personen met een aantoonbare band met deze regio.

## Werkgebied

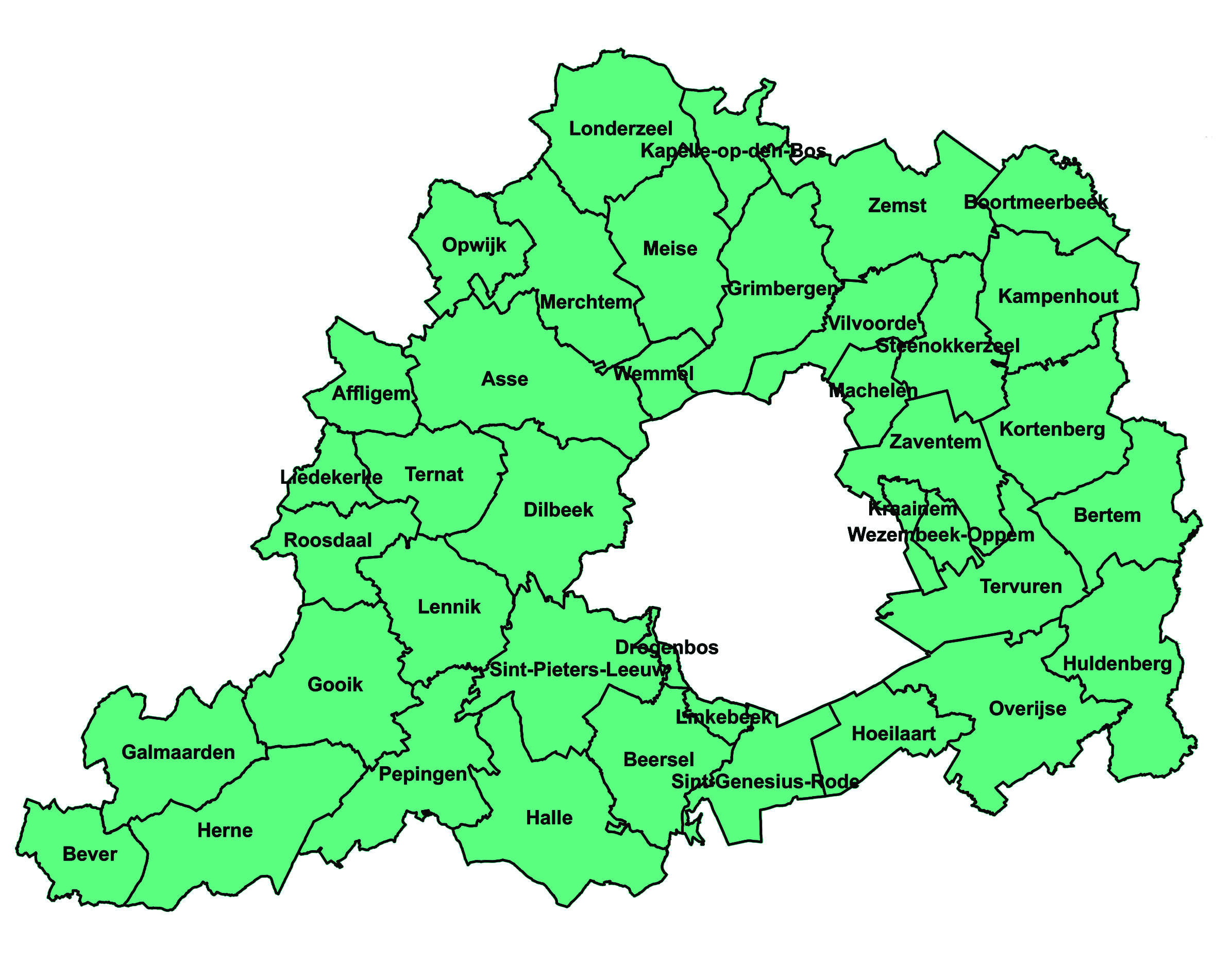
Werkgebied Vlabinvest

Alle gemeenten van het arrondissement Halle-Vilvoorde, en vier gemeenten uit het arrondissement Leuven (Bertem, Huldenberg, Kortenberg en Tervuren). Het volledige werkgebied bestaat uit 39 gemeenten: Affligem, Asse, Beersel, Bertem, Bever, Dilbeek, Drogenbos, Galmaarden, Gooik, Grimbergen, Halle, Herne, Hoeilaart, Huldenberg, Kampenhout, Kapelle-op-den-Bos, Kortenberg, Kraainem, Lennik, Liedekerke, Linkebeek, Londerzeel, Machelen, Meise, Merchtem, Opwijk, Overijse, Pepingen, Roosdaal, Sint-Genesius-Rode, Sint-Pieters-Leeuw, Steenokkerzeel, Ternat, Tervuren, Vilvoorde, Wemmel, Wezembeek-Oppem, Zaventem, Zemst.
De sociale huisvestingsmaatschappijen en intercommunales in dit werkgebied functioneren als bouwpartners van Vlabinvest.